# Tomiko Itooka
Tomiko Itooka (japonès: 糸岡富子)  (Osaka, 23 de maig de 1908 - Ashiya, 29 de desembre de 2024) fou una dona supercentenària que visqué a la ciutat d'Ashiya, a la prefectura de Hyōgo del Japó. En el moment de la seva mort era la persona més gran del món. Abans d'ella, la persona més gran era la catalana Maria Branyas.

## Biografia
Nascuda el 23 de maig de 1908 a Osaka, fou segona de tres germans. Després de graduar-se a l'escola primària, va entrar en una escola de noies (actualment Osaka Jogakuin Junior and Senior High School) i va pertànyer al club de voleibol. Després de graduar-se a l'escola de noies, es va casar amb 20 anys i va donar a llum la seva filla gran als 21 anys. Van tenir dues filles i dos fills. Durant la guerra, el seu marit es va centrar en la seva feina en una fàbrica tèxtil a Corea del Sud i ella va criar els seus fills sola.
Després de la mort del seu marit el 1979, va viure sola a la ciutat natal del seu marit de la prefectura de Nara durant uns 10 anys. Durant aquest temps, sovint escalava el mont Nijo, que es troba a cavall de les prefectures de Nara i Osaka. També va pujar al Mont Ontake dues vegades. Pujava amb calçat normal en comptes de calçat de muntanya. Als seus 80 anys, va participar dues vegades al pelegrinatge Osaka 33 Kannon (33 al temple) i, a 100 anys, va pujar els llargs esglaons de pedra del santuari Ashiya sense bastó per pregar. Es diu que va visitar el temple Yakushi-ji a la prefectura de Nara moltes vegades i li agradava escriure sutres.

### Longevitat
El 30 d'abril de 2022 va morir una dona anònima de 115 anys, que era la persona més gran de la prefectura de Hyogo, convertint-se Itooka en la persona més gran de la prefectura de Hyogo. Era la segona persona més gran del Japó després de Fusa Tatsumi i la quarta persona més gran del món entre les persones vives reconegudes pel Gerontology Research Group. Des del març del 2023, era l'última persona japonesa nascuda el 1908.